# Toninho Ramos
Antônio „Toninho“ Ramos (* 6. März 1942 in São Paulo; † 28. Februar 2023 in Toulon) war ein brasilianischer Musiker (Gitarre, Komposition), der lange Jahre in Frankreich lebte.

## Leben und Wirken
Ramos wuchs in Uberaba, Minas Gerais, auf und fing autodidaktisch an, Gitarre zu spielen. Nach weiterem Musikunterricht trat er bereits mit 13 Jahren auf, indem er klassische und populäre Werke mit seinen ersten Kompositionen und Arrangements mischte. In jungen Jahren spielte er in São Paulo in Nachtclubs in der Galeria Metropolis, wo er mit bekannten Musikern wie Hermeto Pascoal, Heraldo do Monte und Jorge Benjor zusammentraf. Mit 19 Jahren begann er als Musikpädagoge zu arbeiten und unterrichtete Choro und andere frühe brasilianische Musik an einer Musikschule und auch im Privatunterricht. Einer seiner Schüler ist der Gitarrist und Komponist Eduardo Gudin. Seine erste LP, O Violão ea Flor, erschien 1969 und enthielt mehrere Arrangements brasilianischer Lieder und zwei eigene Stücke. Auf seinem zweiten Album nahm er Stücke wie „Trenzinho Caipira“ von Heitor Villa-Lobos und „Adagio“ von Tomaso Albinoni auf. Er widmete sich weiterhin dem Studium der klassischen Gitarre und nahm Unterricht bei dem Gitarristen Geraldo Ribeiro. Zu dieser Zeit begann Ramos sich weitgehend von öffentlichen Auftritten zurückzuziehen und kehrte erst im Alter von 28 Jahren ins Nachtleben zurück. Er wechselte in dieser Zeit nach und nach zur 7-seitigen Gitarre.
Zunächst tourte Ramos mehrmals mit der Gruppe des Sambista Martinho da Vila in Europa, bis er sich entschloss, sich dauerhaft in Frankreich niederzulassen. Er arbeitete in französischen Nachtclubs und trat auch in Deutschland und Amsterdam als Solist und mit anderen Musikern auf, darunter Airto Moreira, Naná Vasconcelos, Sivuca, Cesarius Alvim, Nenê und Tania Maria. In Frankreich setzte er sein Studium der klassischen Komposition bei Tony Hobin an der École Normale in Paris fort. In dieser Zeit entwickelte er seinen eigenwilligen Gitarrenspielstil, indem er brasilianische Musik, klassische Musik, Free Jazz und atonale Musik vermischte, wie Azuma in seinem Beitrag für das Dicionário do Acervo hervorhob.
In Frankreich unterrichtete Ramos weiter und veröffentlichte mehrere Alben. Er war Professor an der Gitarrenakademie der Université de Jussieu in Paris und veröffentlichte mit seinem Bruder Paulo Ramos am Schlagzeug Alben wie die LP Dedicado 1979, auf der er Arrangements fremder und eigene Stücke mischte. 1983 nahm er in Deutschland das Album Cordas Brasileiras für Stockfisch Records auf, ebenfalls mit seinem Bruder als Perkussionisten. 1996 erschien die CD Canto da Lua mit improvisierten Stücken. 2001 veröffentlichte er gemeinsam mit dem Pianisten Laurent Desmurs das Album Saudade do Domingos. 